# Аслам, Надим
Надим Аслам (англ. Nadeem Aslam, 1966, Гуджранвала) – британский писатель пакистанского происхождения.

## Биография
В 13 лет написал первый рассказ на языке урду, он был опубликован в пакистанской газете. Через год вместе с семьей приехал в Великобританию: отец семейства, коммунист, бежал от режима Зия-уль-Хака. Семья поселилась в Хаддерсфилде. Надим начал изучать биохимию в Манчестерском университете, но на третьем курсе бросил учебу, решив стать писателем. С успехом дебютировал в 1993 романом Сезон птиц-дождевестников.
Живет в Лондоне.

## Творчество
Среди повлиявших на него прозаиков называет Мелвилла, Дж.Бергера, Найпола, Ондатже, Бруно Шульца (.

## Произведения
- Season of the Rainbirds (1993, премия Бетти Траск, премия Клуба авторов за лучший дебютный роман, шорт лист Уитбредовской премии за дебютный роман и др.)
- Maps for Lost Lovers (2004, Encore Award за лучший второй роман, Kiriyama Prize, шорт-лист Британской книжной премии, шорт-лист Дублинской литературной премии и др.)
- The Wasted Vigil (2008, шорт-лист Уорикской литературной премии)
- Leila in the Wilderness (рассказ, опубликован в журнале Granta, 2010)
- The Blind Man's Garden (2013)

## Признание
Проза писателя переведена на немецкий, французский, испанский, португальский, итальянский, голландский, шведский, финский, датский, польский, хорватский, иврит.